# Unsichtbare Gegner (1951)
Unsichtbare Gegner (Originaltitel: Sante Fe) ist ein US-amerikanischer Western aus dem Jahr 1951 von Irving Pichel mit Randolph Scott und Janis Carter in den Hauptrollen. Der Film wurde von Columbia Pictures produziert und basiert auf dem 1945 veröffentlichten Roman Santa Fe, the Railroad That Built an Empire von Ian Cameron, für den er das Pseudonym James Marshall benutzte.

## Handlung
Die Canfield-Brüder Britt, Clint, Terry und Tom wollen nach dem Ende des Bürgerkrieges ein neues Leben beginnen. Sie verlassen ihre zerstörte Plantage in Virginia und reiten nach Nordwesten. In einer kleinen Stadt in Missouri werden sie in einem Saloon von zwei Unionssoldaten verhöhnt. Britt, der älteste der Brüder, bleibt ruhig, doch als einer der Soldaten seine Waffe zieht, wird dieser von Clint und Tom in Notwehr erschossen. Den Brüdern wird klar, dass sie als Südstaatler keinen fairen Prozess erwarten können, deshalb fliehen sie aus der Stadt. Sie besteigen einen Zug nach Westen, der Bahnarbeiter in eine Kleinstadt bei Topeka bringt, die dort an der neuen Eisenbahnlinie der Santa Fe Railway arbeiten.
Colonel Holliday stellt die Arbeiter für die Eisenbahngesellschaft ein. Britt nimmt die Stelle an, seine Brüder wollen nicht für eine Nordstaatenfirma arbeiten. Hollidays Assistent Dave Baxter ist froh, dass Britt, den er als ehemaligen konföderierten Soldaten wiedererkennt, die Stelle unter einem falschen Namen angenommen hat. Zur gleichen Zeit bietet der Casinobesitzer Cole Sanders Britts Brüdern Arbeit an. Britt muss der Zahlmeisterin Judith Chandler Bericht erstatten. Judith kennt Britts richtigen Namen und behandelt ihn abweisend, da ihr Mann bei einem Kampf mit Britts Einheit getötet wurde.
Baxter ist von Britts selbstsicherer Art im Umgang mit Arbeitern sowie Störenfrieden und Indianern beeindruckt und macht ihn zu seinem Assistenten. Britt findet heraus, dass ein mobiles Casino seine Arbeiter um ihre Löhne betrügt. Britt sucht das Casino auf und entdeckt, dass seine Brüder dort arbeiten. Er fordert Sanders auf, sich von seinen Arbeitern fernzuhalten, und will, dass seine Brüder mit ihm gehen. Britt und Baxter finden heraus, dass Sanders einen der Vermesser der Gesellschaft bestochen hat, um zu verhindern, dass die Gesellschaft einen Zuschuss erhält. Britt kann den benötigten Zuschuss sicherstellen.
Die Eisenbahnlinie erreicht Dodge City, wo Britt seine Brüder wieder trifft. Terry stellt ihm seine Ehefrau Ella Sue vor. Terry, Tom und Clint nehmen sich vor, durch ehrliche Arbeit Geld zu verdienen, um nach Virginia zurückzukehren. Kurz darauf wird der Zug nach Santa Fe, in dem auch Britt sitzt, überfallen, wobei ein Mitarbeiter der Eisenbahn getötet wird. Britt hat unter den Räubern seine Brüder erkannt und stellt sie zur Rede. Der bei dem Überfall verletzte Tom gesteht, dass sie immer noch für Sanders arbeiten. Terry wird von Marshal Masterson auf Grund der Identifizierung durch einen beim Überfall verletzten Ingenieur festgenommen, kurz bevor Tom stirbt.
Judith hat ein Fahndungsplakat für die Canfields wegen des Mordes an dem Soldaten in Missouri gefunden und benachrichtigt Britt. Wegen der Konkurrenz mit einer anderen Gesellschaft fordert Judith Britts Loyalität zu seinem Arbeitgeber. Britt erreicht Terrys Freilassung, indem er die Aussage des Ingenieurs für unglaubwürdig erscheinen lässt. Dann treibt er seine Arbeiter an, um einen wichtigen Gebirgspass vor der Konkurrenz zu erreichen. Sanders plant derweil mit Clint und Terry einen Überfall auf den Zug, der die Lohngelder transportiert. Judith macht sich Sorgen um den Transport, doch Baxter beruhigt sie, denn der Marshal hat eine Falle für die erwarteten Räuber gestellt. Britt warnt Clint heimlich, beide werden jedoch von Sanders belauscht. Britt verspricht seinen Brüdern, mit ihnen nach Virginia zurückzukehren, wenn sie sich nicht an dem Raubzug beteiligen. Clint und Terry akzeptieren, werden aber von Sanders erpresst, der Britts Identität zu enthüllen droht.
Nach dem Überfall sucht Britt Ella Sue auf, um von ihr Informationen zu erhalten. Baxter und Masterson wollen sich auf Sanders Spur setzen, doch Britt enthüllt ihnen seinerseits seine wahre Identität und seine Absicht, Sanders alleine zu stellen. An einem Haltepunkt trifft Britt auf Sanders und seine Brüder. Er versucht, Clint und Terry zur Aufgabe zu bewegen, die aber von Sanders erschossen werden. Mit einem seiner Handlanger flieht Sanders in den abfahrenden Zug, gefolgt von Britt, der beide Männer töten kann.
Als die Eisenbahnlinie in Santa Fe schließlich eröffnet wird, erfährt Judith von Baxter, dass Britt für die Gesellschaft an einer Strecke in Nevada tätig ist. Sie eilt los, um zu ihm zu reisen.

## Produktion

### Hintergrund
Gedreht wurde der Film von Mitte Juni bis Ende Juli 1950 in Sonoita, Patagonia, auf der Iverson Movie Ranch in Chatsworth sowie in den Columbia-Studios in North Hollywood.

### Stab
Walter Holscher oblag die künstlerische Leitung. Frank A. Tuttle war für das Szenenbild zuständig. Musikalischer Direktor war Morris Stoloff, Herschel Burke Gilbert und Max Reese leiteten das Orchester.

### Besetzung
In kleinen nicht im Abspann erwähnten Nebenrollen traten Rudy Bowman, Lane Chandler, Heinie Conklin, Richard Cramer, Franklyn Farnum, James Kirkwood, Francis McDonald und William Tannen auf.
Ebenfalls unerwähnt blieben William Haade als Unionssoldat, Reed Howes als Sanders Handlanger und Paul Stanton als Colonel Holliday.

## Synchronisation
| Rolle             | Schauspieler     | Deutscher Synchronsprecher |
| ----------------- | ---------------- | -------------------------- |
| Britt Canfield    | Randolph Scott   | Axel Monjé                 |
| Judith Chandler   | Janis Carter     | Tilly Lauenstein           |
| Terry Canfield    | Jerome Courtland | Michael Chevalier          |
| Clint Canfield    | John Archer      | Gert Günther Hoffmann      |
| Dave Baxter       | Warner Anderson  | Friedrich Joloff           |
| Cole Sanders      | Roy Roberts      | Siegfried Schürenberg      |
| Luke Plummer      | Billy House      | Erich Dunskus              |
| Dan Dugan         | Olin Howland     | Carl Heinz Carell          |
| Crake             | Jock Mahoney     | Ralph Lothar               |
| Moose Legrande    | Harry Cording    | Eduard Wandrey             |
| Swanstrom         | Sven Hugo Borg   | Hans W. Hamacher           |
| Marshal Masterson | Frank Ferguson   | Hans Emons                 |
| Harned            | Irving Pichel    | Hans Wiegner               |
| Rusty             | Harry Tyler      | Walter Altenkirch          |
| Onkel Dick        | Paul E. Burns    | Hans Hessling              |
| Beamter           | Charles Meredith | Paul Wagner                |
| Colonel Hollyday  | Paul Stanton     | Robert Klupp               |

Anmerkung: Die kursiv geschriebenen Namen sind Rollen und Darsteller, die nicht im Abspann erwähnt wurden.
Die Einleitung, im Original von Irving Pichel gesprochen, wurde für die deutsche Fassung von Wolfgang Eichberger synchronisiert.

## Veröffentlichung
Die Premiere des Films fand am 1. April 1951 statt. In der Bundesrepublik Deutschland kam er am 2. September 1955 in die Kinos, in Österreich im November 1955.

## Kritiken
Der Filmkritiken-Aggregator Rotten Tomatoes hat in einer Auswertung von über 1.000 User-Kritiken ein Publikumsergebnis von 20 Prozent positiver Bewertungen ermittelt.
Das Lexikon des internationalen Films schrieb: „Inszenatorisch mäßige, sentimentale Verfilmung eines stereotypen Western-Themas mit moralischer Note.“
Die Filmzeitschrift Cinema befand: „Nur Randolph Scott überzeugt als stoischer Held. Fazit: Grimmige Story, gutes Faustduell-Finale.“
Das Magazin Time Out beschrieb den Film als soliden Western aus Nach-Bürgerkriegszeit. Er sei episodenhaft, wie ein Roadmovie auf Schienen.